# Albin de la Simone
Albin de la Simone (Amiens, 14 dicembre 1970) è un cantante, compositore e arrangiatore francese.

## Biografia
Tastierista e bassista, comincia negli anni '90 lavorando per diversi artisti come musicista, quindi come arrangiatore. Tra gli artisti con cui ha collaborato vi sono: Miossec, Vanessa Paradis, Keren Ann, Arthur H, Alain Souchon, Raphaël, Mathieu Boogaerts, Jean-Louis Aubert e Salif Keïta.
Nel 2003 pubblica il primo album da solista Albin de la Simone cui seguono i primi concerti e riconoscimenti.
Parallelamente ad un'intensa attività di collaborazione con numerosi artisti come arrangiatore e compositore, pubblica nuovi lavori personali a partire da Je vais changer (2005) con la partecipazione di Jeanne Cherhal e la presenza di un assolo di pianoforte di 20 minuti.
Nel 2008 è la volta di Bungalow !, per l'appunto composto in gran parte in un bungalow nell'isola di Bali. Da questo album è tratto il brano Adrienne che nella seconda edizione dell'album è cantato insieme a Vanessa Paradis.
A febbraio 2013 pubblica l'album Un Homme che contiene il brano Moi Moi che vede la partecipazione di Emilíana Torrini.
Nel 2014 è candidato come artista rivelazione al prestigioso premio francese Victoires de la musique.

## Discografia

### Album
- 2003 - Albin de la Simone
- 2005 - Je vais changer
- 2008 - Bungalow !
- 2009 - Bungalow Réédition
- 2013 - Un Homme